# Le Parasite
Le Parasite est une comédie en cinq actes de Tristan L'Hermite, et sa dernière œuvre dramatique. Dédiée à Charles d'Albert d'Ailly, duc de Chaulnes, la pièce compte 1 750 alexandrins. Représentée en 1653, elle est publiée l'année suivante.
Les spécialistes des œuvres de Tristan et de Molière s'accordent sur l'influence de cette comédie, basée sur l'Angelica (1585) de Fabrizio de Fornaris, sur L'Étourdi.

## Personnages
- Alcidor, marchand d'origine provençale,
- Manille, épouse d'Alcidor,
- Phénice, servante de Manille,
- Lucinde, fille de Manille,
- Fripesauces, Parasite,
- Le Capitan,
- Cascaret, valet du Capitan,
- Lisandre, amoureux de Lucinde,
- Périante, ami de Lisandre,
- Lucile, père de Lisandre.
- Figurants : Des archers.

La Scène est à Paris, devant la porte du logis de Manille.

## Représentations et publication
Tristan L'Hermite dédie sa comédie à Charles d'Albert d'Ailly, duc de Chaulnes. La pièce est représentée dans le courant de l'année 1653, à l'Hôtel de Bourgogne ou au Théâtre du Marais.

## Analyse
Adolphe van Bever, réservé envers La Mariane de Tristan L'Hermite, voit dans Le Parasite « sa meilleure pièce » et en cite les troisième et quatrième scènes du premier acte.

### Éditions modernes
- Jacques Madeleine (première édition critique), Le Parasite, Paris, Librairie Droz, coll. « Société des textes français modernes », 1934, XXIV-151 p.
- Victor Fournel, Les contemporains de Molière : Recueil de comédies, rares ou peu connues, jouées de 1650 à 1680, t. 3, Paris, Firmin Didot frères, 1875, 572 p. (lire en ligne)
  - Le Parasite, précédé d'une notice sur Tristan L'Hermite, p. 3-67

#### Œuvres complètes
- Tristan L'Hermite et Roger Guichemerre (dir.), Œuvres complètes, tome V : Théâtre (suite) et Plaidoyers historiques, Paris, Éditions Honoré Champion, coll. « Sources classiques » (no 19), 1999, 512 p. (ISBN 978-2-7453-0152-9)

#### Anthologies
- Amédée Carriat (présentation et annotations), Tristan L'Hermite : Choix de pages, Limoges, Éditions Rougerie, 1960, 264 p.
- Adolphe van Bever (notice et appendices), Tristan L'Hermite, Paris, Mercure de France, coll. « Les plus belles pages », 1909, 320 p. (lire en ligne)

### Ouvrages généraux
- Antoine Adam, Histoire de la littérature française au XVIIe siècle — Tome II : L'apogée du siècle, Paris, Éditions Albin Michel, 1997 (1re éd. 1956), 845 p. (ISBN 2-226-08922-5)
- Victor Fournel, Le Théâtre au XVIIe siècle : La comédie, Paris, Lecène, Oudin et Cie, 1892, 416 p. (lire en ligne)
- (en) Henry Carrington Lancaster, A History of French dramatic Literature in the seventeenth century, Part III : The Period of Molière (1652-1672), New York, Gordian Press, 1966 (1re éd. 1936), 896 p.
- (en) Henry Carrington Lancaster, A History of French dramatic Literature in the seventeenth century, Part V : Recapitulation (1610-1700), New York, Gordian Press, 1966 (1re éd. 1942), 235 p.
- Claude et François Parfaict, Histoire du Théâtre français depuis son origine jusqu'à présent, t. VIII, Amsterdam, Aux dépens de la Compagnie, 1746, 426 p. (lire en ligne), p. 69-81

### Études et monographies
- Napoléon-Maurice Bernardin, Un Précurseur de Racine : Tristan L'Hermite, sieur du Solier (1601-1655), sa famille, sa vie, ses œuvres, Paris, Alphonse Picard, 1895, XI-632 p. (lire en ligne)
- Sandrine Berregard, Tristan L'Hermite, « héritier » et « précurseur » : Imitation et innovation dans la carrière de Tristan L'Hermite, Tübingen, Narr, 2006, 480 p. (ISBN 3-8233-6151-1, lire en ligne)
- (it) Daniela Dalla Valle, Il Teatro di Tristan L'Hermite : Saggio storico e critico, Turin, Giappichelli, 1964, 340 p.
- Eugène Rigal, « L'Étourdi de Molière et Le Parasite de Tristan », Revue universitaire, Paris,‎ 15 février 1903Article inclus dans De Jodelle à Molière : Tragédie, comédie, tragi-comédie, Paris, Hachette, 1911, 302 p. (lire en ligne), p. 291-302

### Articles et analyses
- Pierre Quillard, « Les poètes hétéroclites : François Tristan L'Hermitte de Soliers », t. V, Mercure de France, août 1892, 370 p. (lire en ligne), p. 317-333
- Ernest Serret, « Un précurseur de Racine : Tristan L'Hermite », Le Correspondant, no LXXXII,‎ 25 avril 1870, p. 334-354 (lire en ligne)

### Cahiers Tristan L'Hermite
- Cahiers Tristan L'Hermite, Tristan : Théâtre, Limoges, Éditions Rougerie (no XXII), 2000, 95 p.
Isabelle Grellet et Boris Donné, « Le Parasite à l'épreuve de la dramaturgie baroque », p. 36–46
- Cahiers Tristan L'Hermite, Dédié à Amédée Carriat, Limoges, Éditions Rougerie (no XXV), 2003, 112 p. (ISBN 2-85668-099-2)
Roger Guichemerre, Un lyrisme burlesque : La Parasite de Tristan, p. 75–79